# Відкритий чемпіонат Франції з тенісу 1978
Відкритий чемпіонат Франції з тенісу 1978  — тенісний турнір, що проходив на відкритих ґрунтових кортах Стад-Ролан-Гаррос у Парижі з 29 травня по 11 червня 1978 року. Це був 82-ий Відкритий чемпіонат Франції та перший турнір Великого шолома в календарному році. 

## Огляд подій та досянень
У чоловіків Бйорн Борг переміг у фіналі чинного чемпіона Гільєрмо Віласа. Для Борга це були третя перемога на Ролан-Гарросі та 5-ий титул Великого шолома. 
У жінок Вірджинія Рузічі виграла свій єдиний мейджор в одиночному розряді. Крім того вона, в парі з Мімою Яушовець тріумфувала в парній грі, але фінал змагання змішаних пар виграти не змогла.

## Результати фінальних матчів

### Дорослі
| Одиночний розряд. Чоловіки Докладніше |                                        |               |
| Бйорн Борг                            | Гільєрмо Вілас                         | 6–1, 6–1, 6–3 |
|                                       |                                        |               |
| Одиночний розряд. Жінки Докладніше    |                                        |               |
| Вірджинія Рузічі                      | Міма Яушовець                          | 6–2, 6–2      |
|                                       |                                        |               |
| Парний розряд. Чоловіки Докладніше    |                                        |               |
| Джин Маєр Генк Пфістер                | Хосе Ігерас Мануель Орантес            | 6–3, 6–2, 6–2 |
|                                       |                                        |               |
| Парний розряд. Жінки Докладніше       |                                        |               |
| Міма Яушовець Вірджинія Рузічі        | Леслі Тернер Баурі Гейл Шерріфф Ловера | 5–7, 6–4, 8–6 |
|                                       |                                        |               |
| Мікст Докладніше                      |                                        |               |
| Рената Томанова Павел Сложил          | Вірджинія Рузічі Патріс Домінгес       | 7–6, прип.    |
|                                       |                                        |               |